# طلاق (مجموعه تلویزیونی ۲۰۱۶)
طلاق یک مجموعهٔ تلویزیونی کمدی-درام آمریکایی است که توسط شارون هورگان ساخته شده و در هاستینگز-هادسون تنظیم گردیده است. در این زنجیره سارا جسیکا پارکر و توماس هیدن چرچ نقش های یک زوج میانسال را بازی می کنند. این سریال در تاریخ ۹ اکتبر ۲۰۱۶ در اچ‌بی‌او به نمایش درآمد. قسمت نخست این سریال نوشتهٔ شارون هورگان و به کارگردانی جسی پرتز تهیه شد. در ۱۴ نوامبر ۲۰۱۶ ، اچ‌بی‌او این سریال را برای فصل دوم تمدید کرد که در 14 ژانویه ۲۰۱۸ به نمایش درآمد. در ۲ نوامبر ۲۰۱۸، اچ‌بی‌او سریال را برای فصل سوم تمدید کرد که بعداً در تاریخ پخش فصل سوم اعلام نمود که فصلی دیگری ساخته نخواهد شد.

## هنر پیشگان

### نقش های اصلی
- سارا جسیکا پارکر در نقش فرانسیس دوفرسن ، یک زن متاهلی که رابطه نامشروعی دارد و این باعث جدایی و طلاقش می شود.
- توماس هیدن چرچ به عنوان رابرت دوفرسن ، شوهر بی روح فرانسیس که از رابطه زنش آگاه می شود و طلاق می گیرند.
- مولی شانون به نقش دایان، دوست فرانسیس
- تالیا بالسام در نقش دالاس هولت ، دوست صمیمی فرانسیس
- تریسی لتس در نقش نیک، همسر دایا
- استرلینگ جرینز به عنوان لیلا دوفرنس، دختر فرانسیس و رابرت
- چارلی کیلاگور در نقش تام دوفرنس ، پسر فرانسیس و رابرت
- بکی نیوتن در نقش جکی جیانوپولیس ، دوست دختر جدید رابرت و همسر واپسین

### نقش های فرعی
- جینین کلمنت در نقش جولیان رنات
- الکس وولف به عنوان کول هولت
- دین وینترز در نقش تونی سیلورکرک
- جفری دمنون به عنوان مکس برودکین
- روزلین راف به عنوان سیلویا
- یول وازکز در نقش کریگ اندرس
- Keisha Zollar as Grace
- خورخه چاپا به عنوان سباستین
- دنی گارسیا در نقش گابریل
- جیمز لسور به عنوان هنری

## تولید
در دسامبر سال ۲۰۱۴، اعلام شد که سارا جسیکا پارکر در قسمت نخست این مجموعه نقش ایفا کرده و تهیه کننده اجرایی برنامه هم است. در فوریه سال ۲۰۱۵، مالی شانون ، توماس هیدن چرچ و جامین کلمنت به این سریال پیوستند. در نوامبر ۲۰۱۵، الکس وولف به بازیگران پیوست. در دسامبر سال ۲۰۱۵، استرلینگ جرینز به جمع بازیگران پیوست.